# Bovino de Heck
El bovino de Heck es una raza bovina lograda por selección artificial realizada en Alemania en las décadas de 1920 y 1930 con el objetivo de recrear la forma salvaje de la cual se originaron las actuales razas de ganado bovino doméstico de Europa, es decir, al extinto uro europeo.

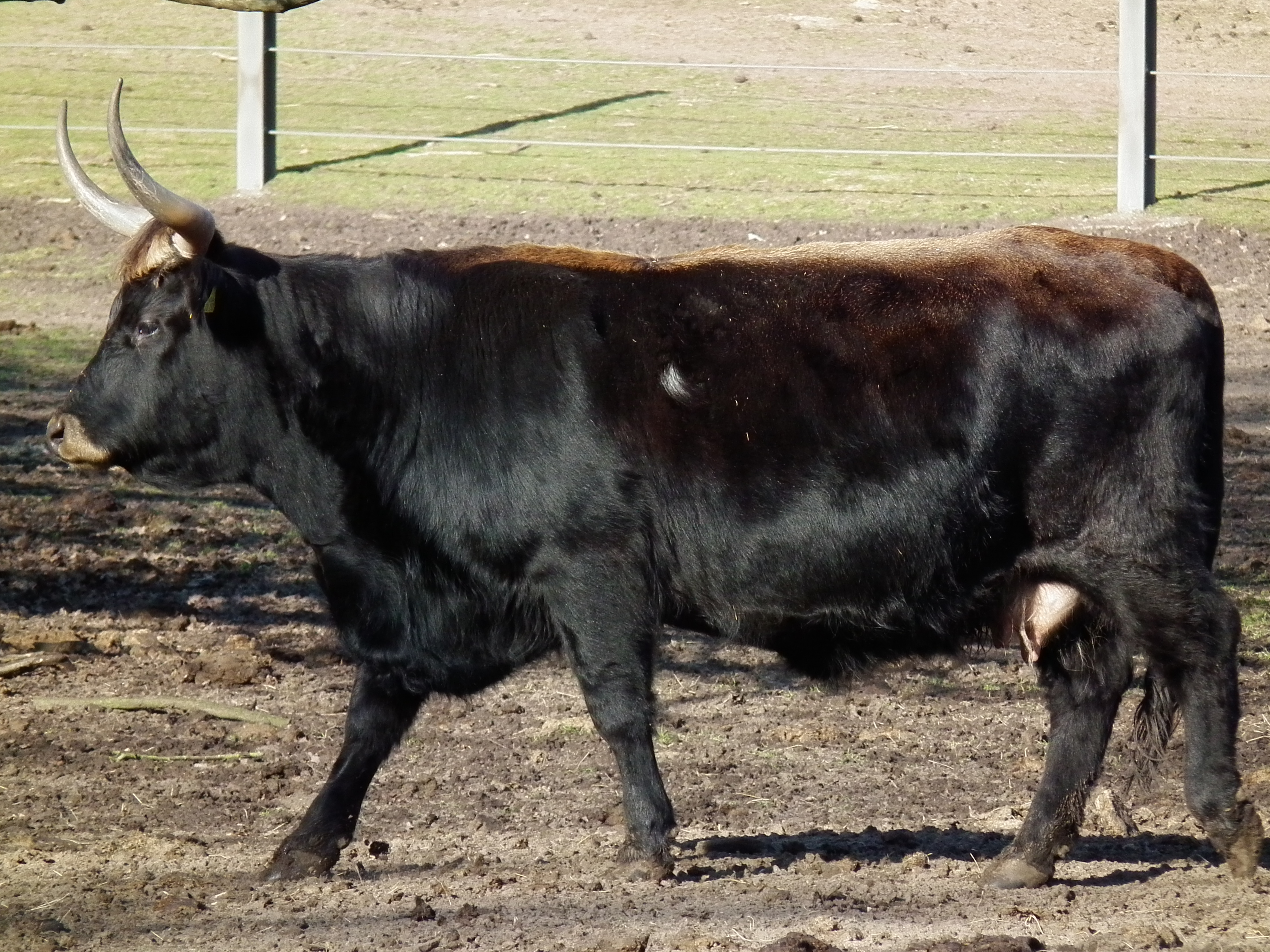
Una vaca Heck en Mannheim, Alemania.

## Nombres vulgares
Además de bovino de Heck, también es llamado ganado de Heck, ganado de los Heck, raza de Heck, toro de los Heck, toro de Heck, «uro» de Heck, neo-uro, y uro-reconstituido; este último término se escribe con un guion para enfatizar que los ejemplares de esta raza no son realmente uros, sino un animal reconstituido.

## Historia

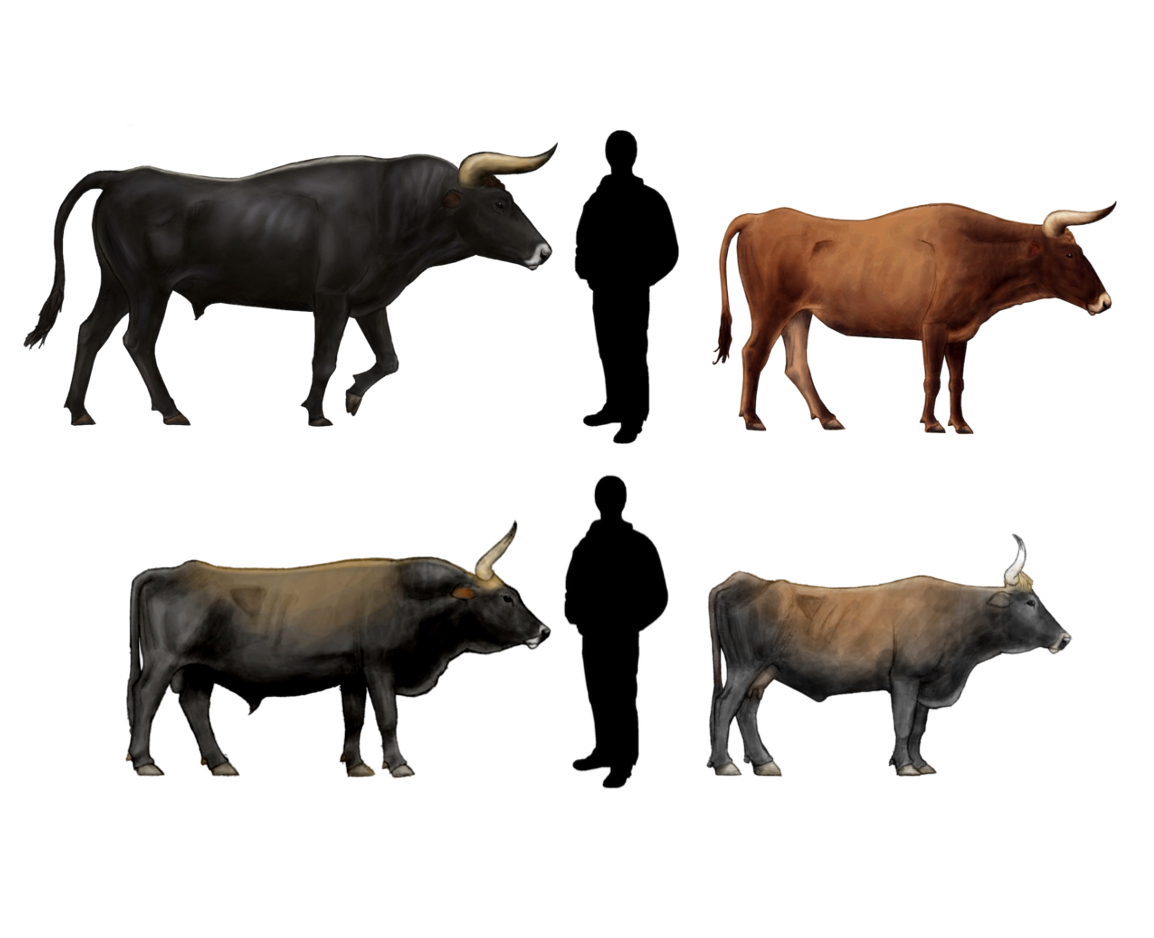
Comparación del tamaño de un hombre con la reconstrucción de una pareja de uros (arriba) y con una pareja de bovino de Heck (abajo).

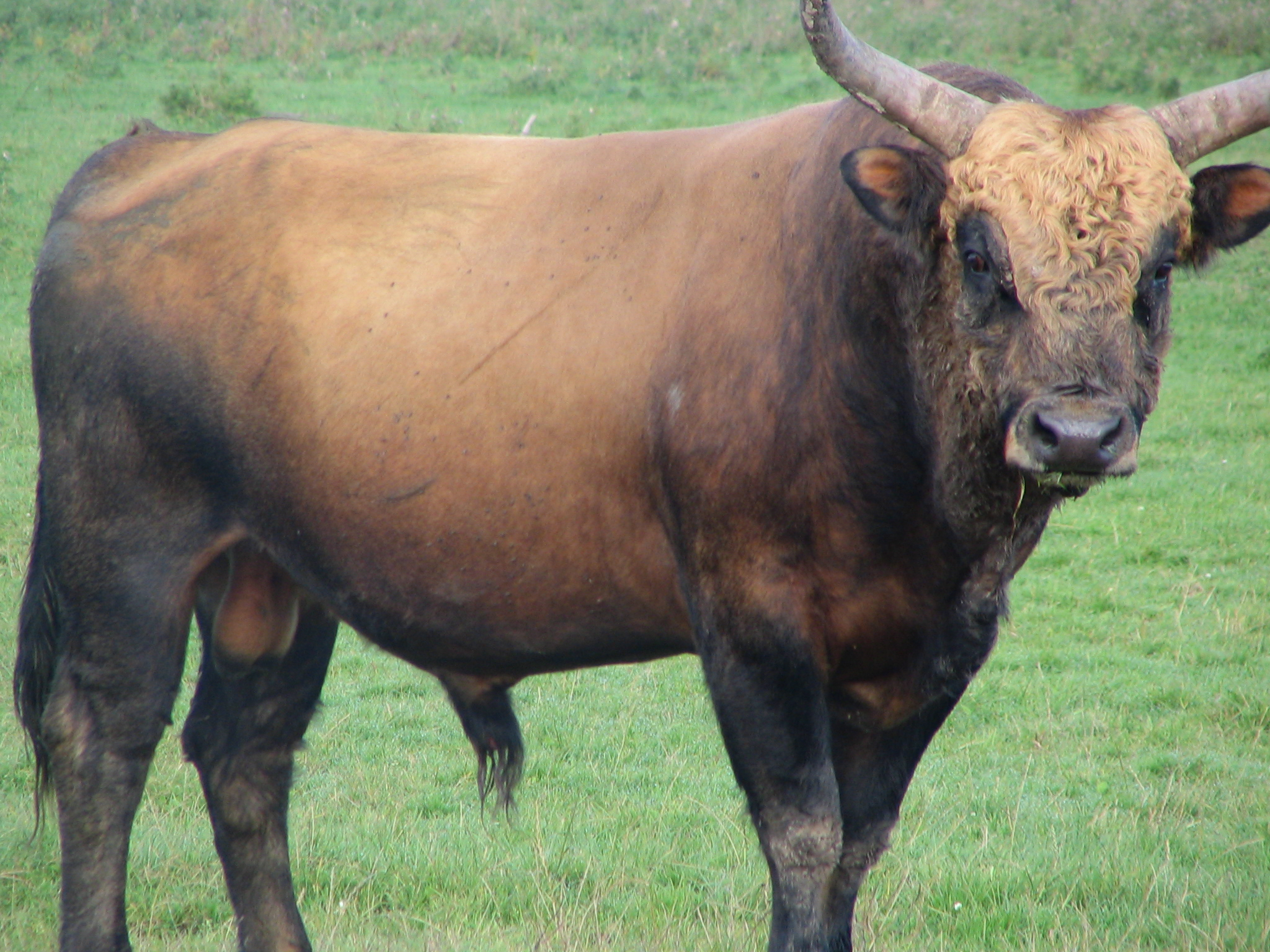
Un toro de Heck en una reserva de Holanda.

En 1920 los hermanos Lutz y Heinz Heck, ambos alemanes, se propusieron «recrear» al extinto uro europeo (Bos primigenius primigenius) bajo la tesis de que los genes de este animal no se habían perdido del todo, pues llegaban a nuestros días ocultos en el material genético de sus descendientes: las razas vacunas domésticas, y sólo hacían falta algunos cruces de ejemplares de distintas razas de ganado vacuno que aporten cada característica del primitivo uro para, mediante una estricta selección artificial, y fijando estas características en las nuevas generaciones, hacerlos nuevamente aflorar y hacerse visibles, pudiéndose lograr finalmente el nacimiento de un uro, y de este modo el animal que se creía perdido volvería a la vida. El proyecto se puso en práctica durante las décadas de 1920 y 1930. El resultado fue la aparición del «bovino de Heck», y para los más entusiastas: el «uro de Heck», una nueva raza grande, robusta, de largos cuernos y pelo negro o castaño que en el siglo XXI puede verse en distintos zoológicos del mundo, como curiosidad.
El método utilizado fue el de cruzar las razas bovinas domésticas con mayor apariencia «rústica», las cuales se suponía genéticamente más cercas al uro original, para volver a crear una diversidad genética menos afectada por los cambios derivados de la domesticación y luego seleccionar en el grupo resultante los animales que se asemejaban al fenotipo primitivo.
Razas fundadoras:
Ganado de tierras bajas de color negro (similar al Holstein (raza bovina), pero más pequeño y más robusto)
Ganado angeln
Allgäuer (Braunvieh)
Ganado gris
Vaca de las tierras altas
Murnau-Werdenfelser
Ganado corso
En cuanto a la similitud, el resultado fue sólo parcial. La apariencia física es claramente más rústica o primitiva, pero el tamaño sigue siendo inferior a la de los uros extintos, los cuernos son a menudo mucho más pequeños y el color es frecuentemente más claro. La capacidad de vivir en libertad está bien documentada, y aunque muestra debilidades frente a predadores como los lobos, al menos algunas habilidades de su antecesor están siempre presentes.

## Críticas

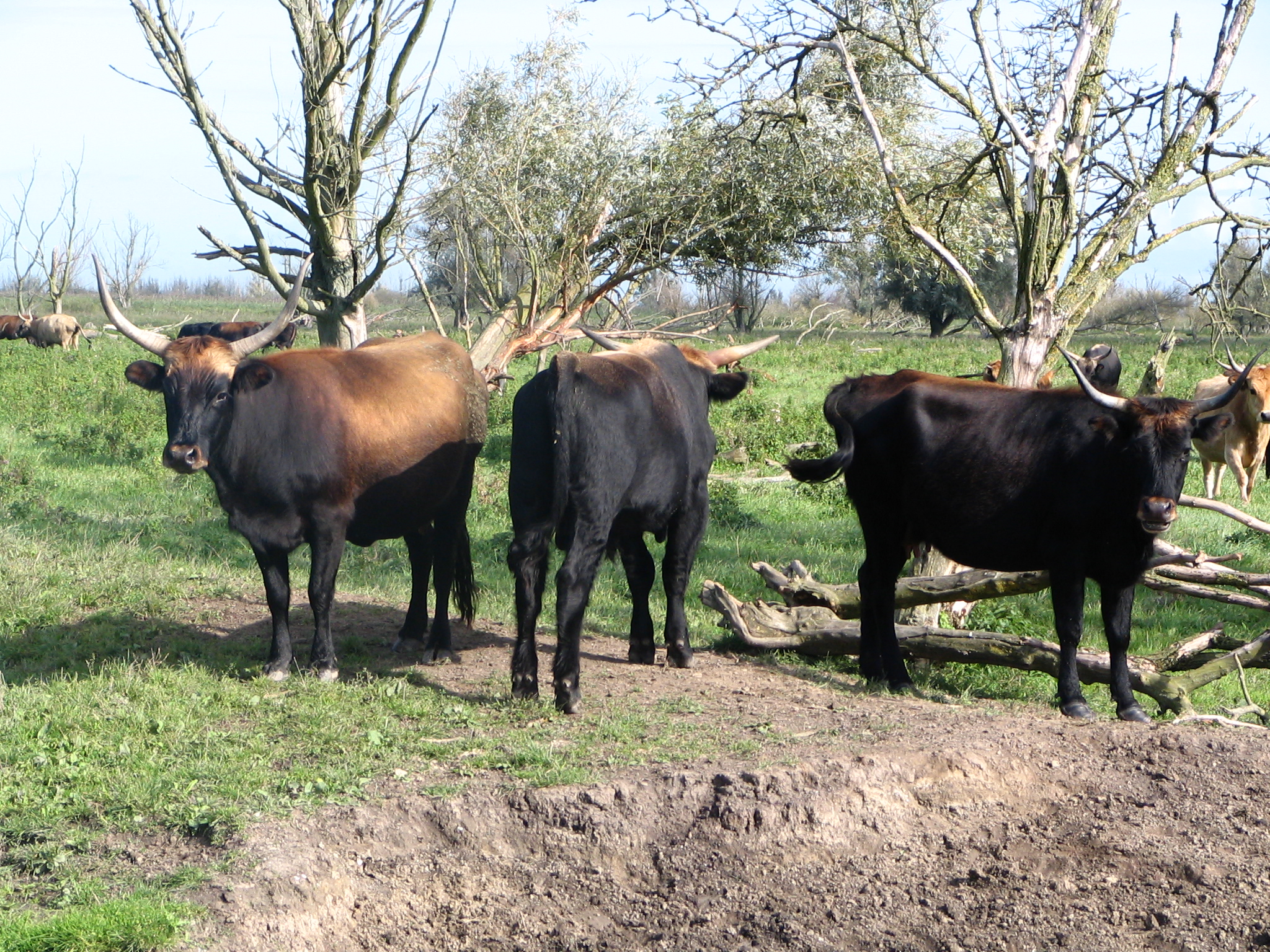
Grupo de bovinos de Heck en una granja alemana.

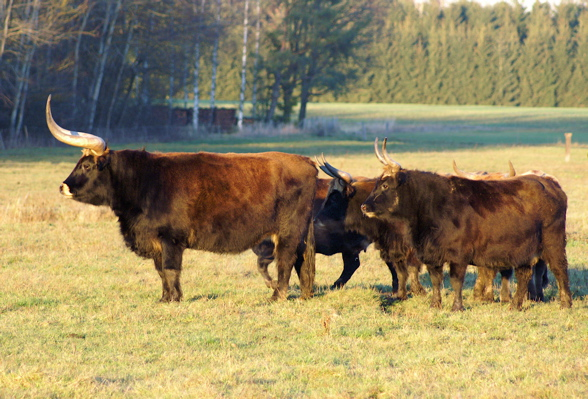
Un grupo de bovinos de Heck en Alemania. La hembra es la más grande de la raza, y la que representa mejor el fenotipo uro.

Las críticas comenzaron a verterse sobre el resultado logrado prácticamente desde que el primer «toro de Heck» viera la luz. Varias de las supuestas características primitivas potenciadas por los Heck no eran tales en realidad, sino fruto de concepciones erróneas de los criadores. 
A pesar del empeño puesto en la selección durante décadas, siguen presentando una complexión más liviana de la esperada, tamaño menor, cuernos de longitud variable que raramente se apróximan al largo del original, y coloración también inconstante, por lo tanto, no siempre correcta. En el aspecto temperamental los uros recreados se encuentran en una situación aún peor, ya que son incapaces de encontrar alimento suficiente en invierno o defenderse de los depredadores. 
Como lo sugirió Van Vuure, se da la paradoja que esta raza tiene menos características físicas urinas que los toros de lidia u otras razas de ganado bovino doméstico como el toro de la Camarga entre otras. En distintos lugares la propia selección natural ha hecho que razas locales confluyan en animales que se asemejan más a los primigenios uros que los propios bovinos de Heck.
El método utilizado y la personalidad de los hermanos Heck que se encontraban cercanos al régimen nazi dio lugar durante la posguerra a una acalorada polémica. Algunos biólogos críticos de los Heck consideran al bovino de Heck como una superchería científica, o cuanto menos un experimento fallido, consistente en un simple grupo de vacas sacadas del establo y puestas a pastar en bosques y praderas. El profesor Z. Pucek, responsable del programa de recuperación del bisonte europeo en el Bosque de Białowieża (Polonia), ha llegado incluso a definir al toro de los Heck como «la mayor estafa científica del siglo XX» y se ha negado rotundamente a la introducción de unas cuantas cabezas en la reserva. Otros en cambio, especialmente en Alemania y Holanda, defienden tanto el enfoque original como también la introducción de manadas de esta raza en áreas silvestres europeas.

## Nuevos intentos de asemejarlo al uro
Parte de los críticos de la raza intentaron dos métodos para lograr cabalmente el objetivo original: someter a los bovinos de Heck a un nuevo programa de cría selectiva o mestizarlo con nuevas razas.
Después de la Segunda Guerra Mundial en el parque Wildgehege Neandertal en Renania del Norte-Westfalia  se convirtió en un importante centro de cría de raza Heck y en la década de 1950 se cruzó raza Heck con raza Ankole-Watusi.
En 1995 se formó una Unión Internacional en torno al ganado: la SIERDAH (Unión Internacional para la Cría, el Reconocimiento y el Desarrollo del Uro/ Heck), que luego se llamará SIERDA (Unión Internacional para la Ganadería, Reconocimiento y Desarrollo de Uro-Reconstituido). El sindicato gestiona el libro genealógico reconstituido de aurochs y tiene como miembros a instituciones, asociaciones o empresas privadas de diferentes países. 
En 1998 , "La unión reúne a seis [...] países europeos (Alemania, Bélgica, Francia, Hungría, Italia y los Países Bajos). Sus objetivos son sobre todo promover la cría de este animal, establecer una reflexión científica sobre la selección de animales y mantener el libro de la manada ".La raza "también presenta habilidades rusticidad particularmente interesantes".
En términos de tamaño, los objetivos siguen siendo los mínimos que se encuentran en los uros salvajes: por lo menos 160 centímetros para los machos (160 a 180 centímetros para los uros machos). Lo mismo ocurre con los cuernos, ya que se busca una longitud promedio de 63 centímetros para los toros (con casos queratinizados), contra 74 centímetros en promedio para los uros. Las otras características buscadas (color, comportamiento, forma de los cuernos, tamaño de la ubre, musculatura, color de las membranas mucosas, etc.) son consistentes con el fenotipo de uro conocido.

### Taurus/Heck
Otros desde finales de la década de 1990, los criadores alemanes han empezado a introducir nueva sangre de otras razas de ganado bovino doméstico al pool genético del bovino de Heck. Un grupo de Dinamarca está tratando lo mismo con el bovino de taurus. Las mejoras se están realizando con la ayuda de otras razas de ganado, como ganado de lidia españoles (Toro de Lidia), el ganado español sayaguesa, y ganado vacuno italiano chianina. Las características aportantes de estas nuevas razas madres es el poseer grandes cuernos y un tamaño más imponente, con el objetivo de dar a la raza un aspecto más cercano al del uro salvaje. Del mismo modo se redactó el estándar de la raza, intentando conducirla hacia el fenotipo uro.
El bovino de taurus no tienen nada en común con el "taurOs project" por eso no hay que confundirlos.

## Espacios naturales donde fue insertada
Desde la década de 1970, las agencias de conservación en Europa han empezado a utilizar los bovinos, caballos, y ovejas para mantener naturalmente algunos tipos de paisaje. Se ha añadido a esta tendencia la idea de que en el pasado los grandes herbívoros nativos de Europa eran capaces de crear o mantener abras entre el bosque. Es en este contexto que se han optado por introducir al bovino de Heck. La primera se llevó a cabo en los Países Bajos en 1983.
La idea era preservar los espacios naturales abiertos, minimizando la intervención humana. Ante la falta de mantenimiento o la ausencia de herbívoros de gran tamaño, en varias regiones europeas, el bosque tiende a expandirse, invadiendo las praderas cubiertas de hierba o entornos que, en interés de la conservación y la diversidad ecológica, se desean ver sin bosques. La idea era encontrar animales resistentes que puedan vivir sin la intervención humana y que puedan evitar que un crecimiento del área cubierta por la vegetación leñosa a expensas de áreas abiertas.
Estos experimentos se iniciaron en los Países Bajos, en el año 1983, en áreas silvestres vedadas al desarrollo turístico. 
El empleo del bovino de Heck no necesariamente implica que se acepte que es un homólogo de los uros, sino es el resultado de la necesidad más pragmática de contar con una especie resistente, capaz de vivir sin la intervención humana. Experimentos similares se llevaron a cabo con otras razas rústicas de ganado doméstico para carne como la Highland, así como también con diversas razas de caballos, ovejas y cabras.
Las manadas liberadas en la naturaleza han prosperado, lo que confirma la buena capacidad del bovino de Heck de soportar al aire libre incluso en los duros inviernos, al igual que su antepasado salvaje. Para el año 2007 más de 600 ejemplares vivían en libertad en los Países Bajos, en particular en la reserva natural Oostvaardersplassen, en Holanda, de 6000 ha. Nuevas liberaciones en áreas silvestres o cercadas también se han multiplicado en otros países. Hay unos pocos reconstruyendo pastizales del Parc d’Armorique en Bretaña, y otras cabezas se han introducido en los parques naturales de Hungría y Alemania(Parque Wildgehege Neandertal). En el año 2005, 25 cabezas se liberaron en la Reserva Lago Pape de 6000 ha, en Letonia. Entre las áreas y parques naturales que ya poseen manadas de esta raza se encuentra la isla Wörth en el tramo austríaco del río Danubio, y el condado de Devon, situado en el sudoeste de Inglaterra.. En las Sierras de Atapuerca ,España se introdujeron 27 ejemplares traídas desde Holanda.

## Galería

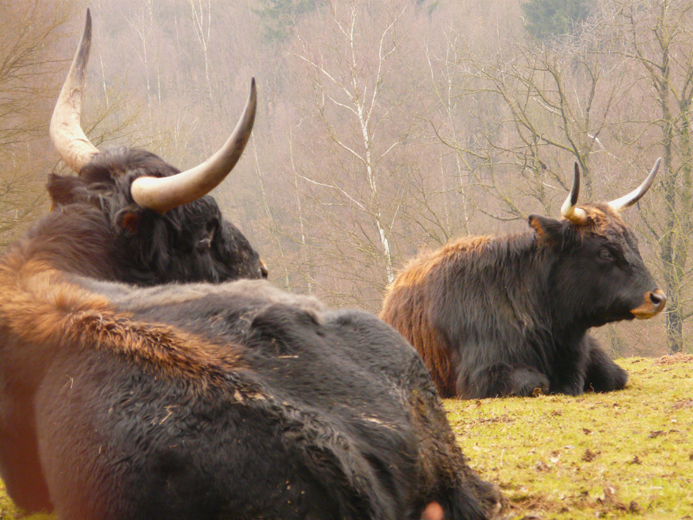
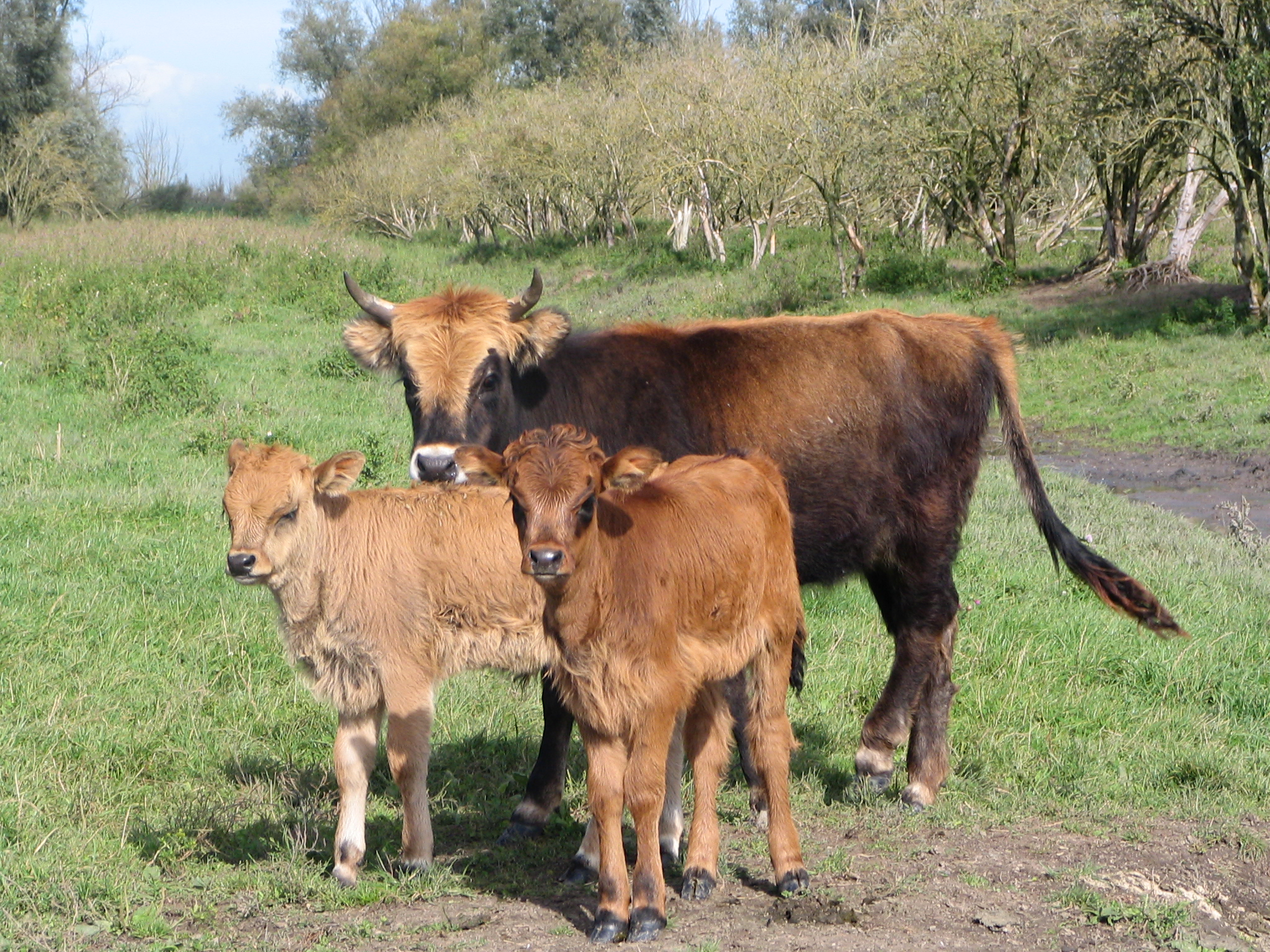
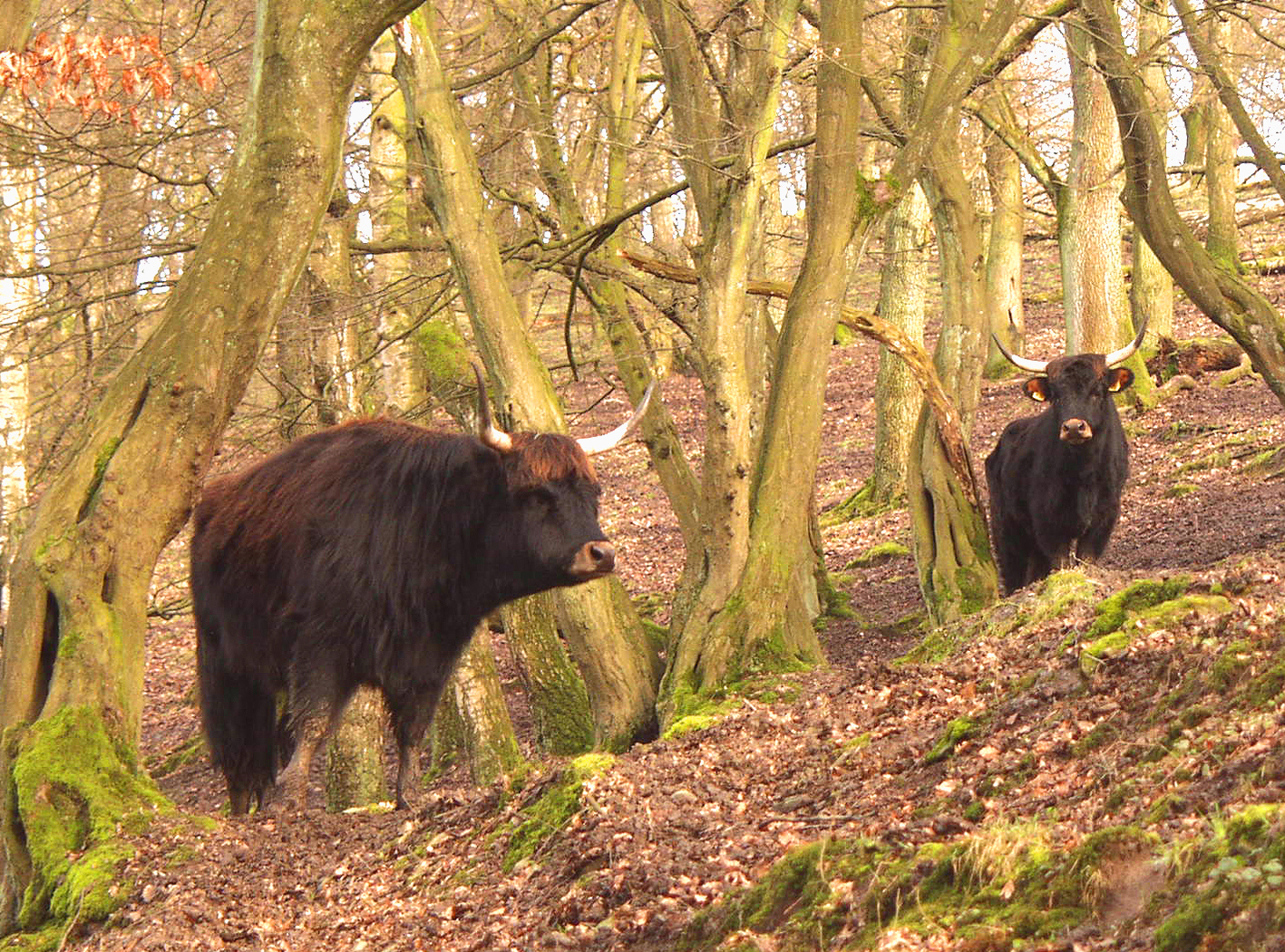
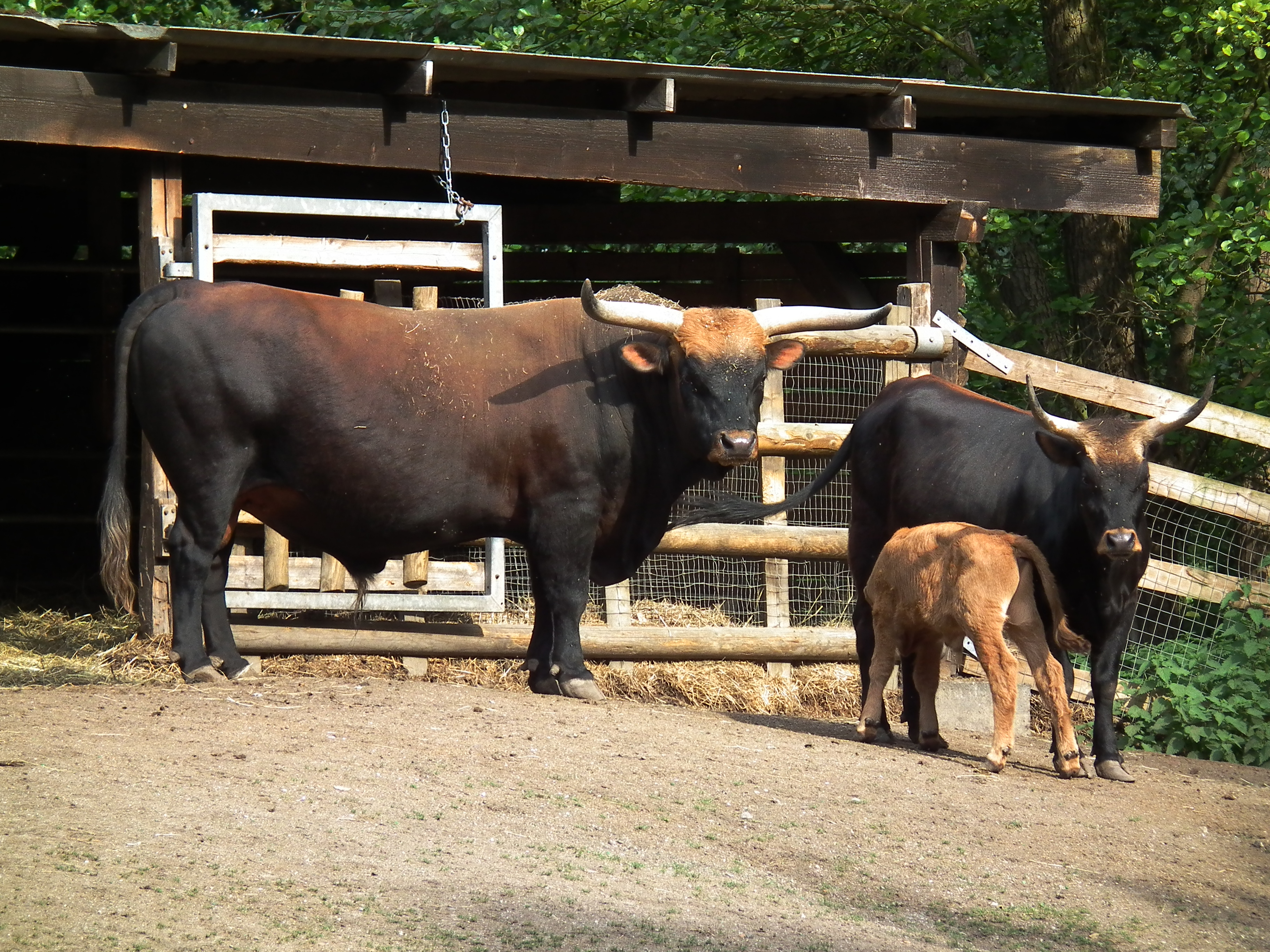
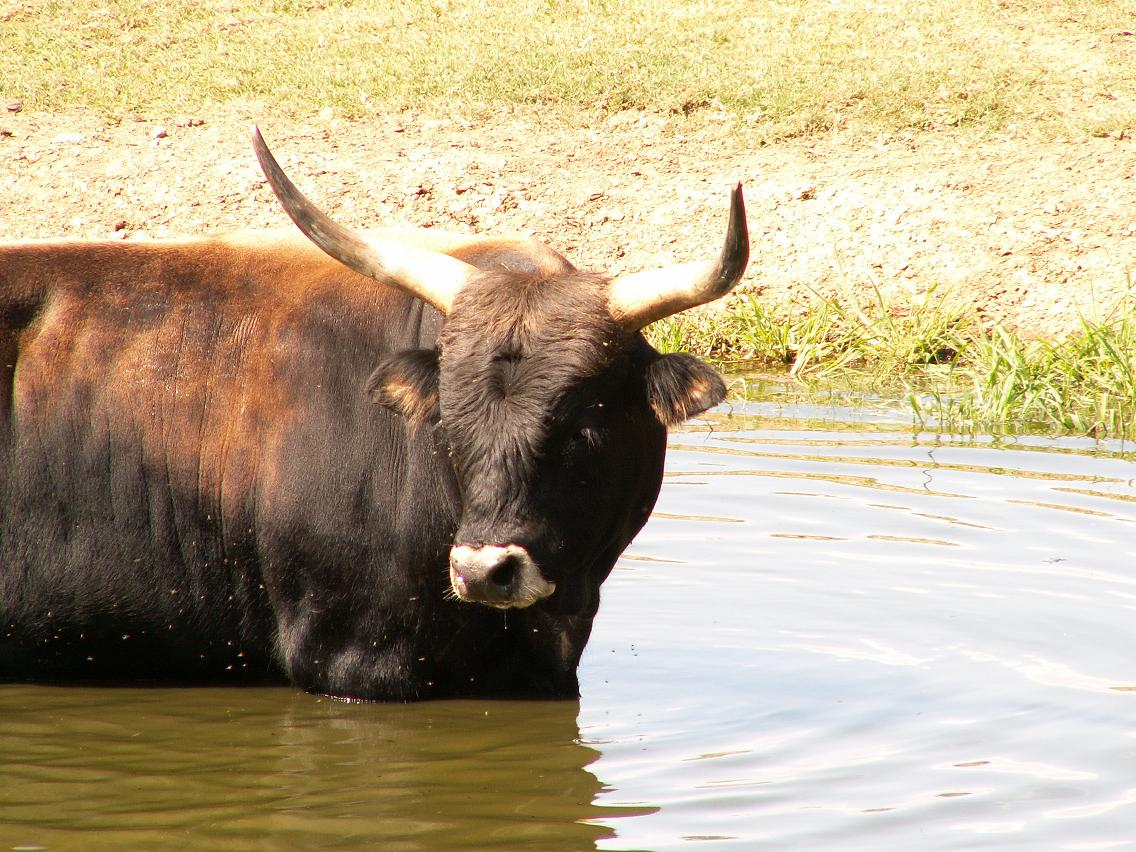
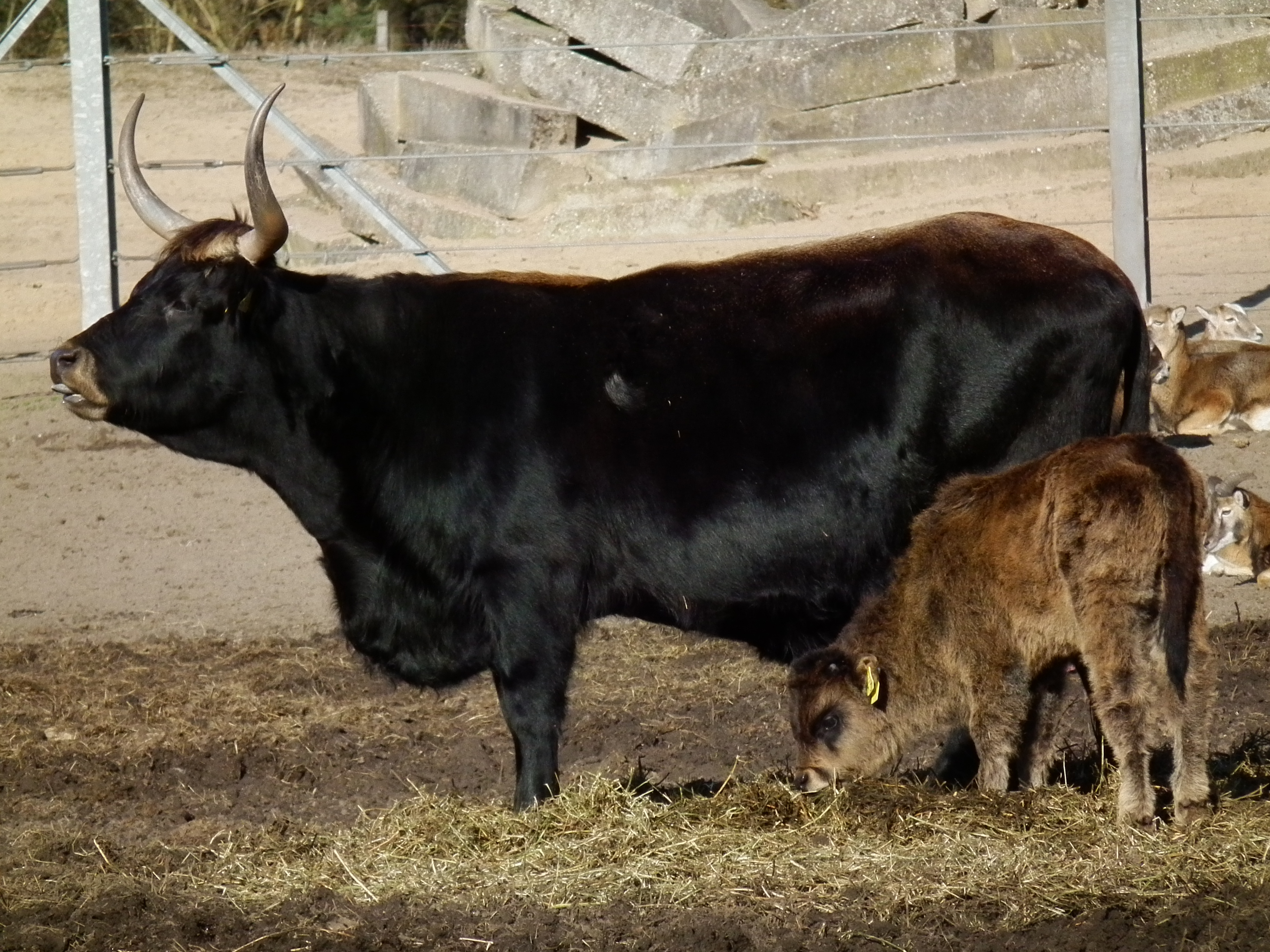
Una vaca de la raza bovino de Heck con su cría